# بيير كوهن
بيير كوهن (بالفرنسية: Pierre Cohen) هو سياسي فرنسي، ولد في 20 مارس 1950 في بنزرت في تونس. حزبياً، نشط في الحزب الاشتراكي. وقد انتخب رئيس بلدية ‏ تولوز (21 مارس 2008 – 30 مارس 2014) وانتخب نائب فرنسي وانتخب نائب برلماني ‏ (1997 – 2012).